# Campionat d'escacs de Montenegro
El Campionat d'escacs de Montenegro és el torneig d'escacs que es juga a Montenegro per a determinar el campió nacional d'escacs organitzat per l'Associació d'escacs de Montenegro.
Montenegro també va participar en el campionat d'escacs de Iugoslàvia fins en el 1991 i al campionat d'escacs de Sèrbia i Montenegro entre el 1992 i el 2006.

## Guanyadors campionat masculí
| Núm. | Any  | Campió             |
| ---- | ---- | ------------------ |
| 52   | 2000 | Dragiša Blagojević |
| 56   | 2004 | Nikola Djukić      |
| 59   | 2007 | Dragiša Blagojević |
| 60   | 2008 | Milan Drasko       |
| 61   | 2009 | Dragiša Blagojević |
| 62   | 2010 | Dragan Kosić       |
| 63   | 2011 | Nikola Djukić      |
| 64   | 2012 | Nikola Djukić      |
| 65   | 2013 | Nikola Djukić      |
| 66   | 2014 | Nikola Djukić      |
| 67   | 2015 | Nikola Djukić      |
| 68   | 2016 | Dragan Kosić       |
| 69   | 2017 | Nikola Djukić      |
| 70   | 2018 | Nikola Djukić      |
| 71   | 2019 | Nikola Djukić      |
| 72   | 2020 | (COVID)            |
| 73   | 2021 | Luka Drašković     |
| 74   | 2022 | Nikola Djukić      |
| 75   | 2023 | Dragiša Blagojević |
| 76   | 2024 | Nikita Petrov      |

## Guanyadores campionat femení
| Núm. | Any  | Campiona             |
| ---- | ---- | -------------------- |
| 1    | 2007 | Aleksandra Mijović   |
| 2    | 2008 | Marija R. Stojanović |
| 3    | 2009 | Jovana Vojinović     |
| 4    | 2010 | Jovana Vojinović     |
| 5    | 2011 | Aleksandra Mijović   |
| 6    | 2012 | ?                    |
| 7    | 2013 | Sanja Misović        |
| 8    | 2014 | Nina Delević         |
| 9    | 2015 | Nevena Radošević     |
| 10   | 2016 | Tijana Blagojević    |
| 11   | 2017 | Lidija Blagojević    |
| 12   | 2018 | Tijana Rakić         |
| 13   | 2022 | Nikolina Koljević    |